# 호세 리마
호세 데지데리오 로드리게스 리마(Jose Desiderio Rodriguez Lima, 1972년 9월 30일 ~ 2010년 5월 23일)은 도미니카 공화국의 전 프로 야구 선수이며, 메이저 리그와 2008년에는 한국 프로 야구 KIA 타이거즈에서 선수로 생활을 하였다.

## 미국 프로 야구시절
1989년 디트로이트 타이거즈에 입단하였다. 이 후 1994년 4월 20일에 메이저 리그 데뷔 경기를 갖게 된다. 데뷔 경기를 가지고 2년 후 휴스턴 애스트로스에서 1999년에는 21승 10패, 평균자책점 3.58의 빼어난 성적으로 그 해 내셔널 리그 사이영상 투표에서 4위에 오르기도 했다. 그러다가 다시 디트로이트 타이거스에 돌아왔다가, 캔자스시티 로열스, 뉴욕 메츠를 거쳐 메이저 리그 통산 89승 102패를 거뒀다.

## 한국 프로 야구시절
2008년 한국 프로 야구 팀 KIA 타이거즈에 입단했다. 2008년 5월 9일에 한국 프로 야구 데뷔 첫 승을 거두게 되고, 마운드나 더그아웃에서도 재미있는 행동을 많이 하여 인기를 모았다. 그러나 1군 14경기에 등판해 3승 6패 1홀드 평균자책점 4.89로 기대에 비해 부진하여 KIA에서는 7월 3일에 그를 웨이버 공시하여 방출하게 되고, 동시에 그는 한국 프로 야구를 떠나게 된다.
비록 KIA에서는 좋은 결과를 내지 못했지만 좌완투수 양현종과 절친했던 사이로 알려졌으며, 양현종에게 많은 도움을 주었다. 2010년 5월 23일 그가 심장마비로 세상을 떠난 후, 2010년 6월 2일 대구 삼성전에서 데뷔 첫 완봉승을 거두었던 양현종이 승리 소감을 밝힐 때 그를 언급했다. 그 정도로 리마는 양현종이 프로에서 눈을 뜨는 데 버팀목을 놓아 준 선수로 알려져 있다.

## 방출 이후

### 독립 리그 생활
2008년 7월 12일에 애틀란틱 리그의 캠던 리버삭스와 계약한 후 2008년 7월 14일, 서머싯 패트리어츠전에서 선발로 등판하였으나 4이닝 6실점으로 패전 투수가 되었다. 그 후 독립 리그에서 계속 선수 생활을 하였다.

### 사망
2010년 5월 23일 아침 패서디나의 자택에서 심장마비로 급사했다. 향년 39세.